# 푸자이라 FC
푸자이라 FC(아랍어: نادي الفجيرة)은 푸자이라를 연고로 하는 아랍에미리트의 축구단이다. 현재 UAE 1부 리그에 참가하고 있다.

## 우승 기록
- UAE 1부 리그: 1985–86, 1989–90, 2005–06

## 선수 명단

### 현역
- 살레 라베이(2014 ~ )
- 에스틴 그베쿠
- 야하야 라미네
- 조나타 리마
- 카를루스 디아스(2022 ~ )
- 펠리페 사(2023 ~ )
- 아잔 마흐무드
- 블레이즈 로익 차그
- 시디하메드 다흐마니

## 역대 감독
| 감독            | 임기        |
| --------------- | ----------- |
| 이반 하셰크     | 2014 ~ 2016 |
| 디에고 마라도나 | 2017 ~ 2018 |
| 이반 하셰크     | 2018 ~ 2019 |
| 마지드 부게라   | 2019 ~ 2020 |

틀:푸자이라 FC 선수 명단